# Pluska
Pluska je naselje v občini Trebnje.
Pluska je gručasto naselje na rahlo vzpetem svetu zahodno od Trebnjega. Obdaja jo rahlo valovit in položen svet, ki prehaja v kras, večina njivskih površin je na severu in severozahodu (Laz), nekaj jih je tudi na vzhodu (Ulce), na severni strani je gozd Mlačne, obširni gozdovi pa se razprostirajo tudi proti Korenitki, Račjemu selu in Dobrniču.